# سيرج براميرتز
سيرج براميرتز المدعي العام في المحكمة الجنائية الدولية، ولد سيرج براميرتز فبراير/شباط 1962 في مقاطعة «أوين» البلجيكية، وبرز في وقت مبكر اهتمامه بتعلم اللغات والقانون ولد براميرتز لأب يعمل نجاراً في أسرة تتكون من أربعة أبناء.

## دراسة علم الجريمة
- من عام 1993حتى عام 1998 : درجة الدكتواره في القانون من جامعة «البرت لادويغز» الألمانية، حيث تناول في أطروحته تعاون الشرطة عبر الحدود.
- من عام 1989 إلى 1991 حصل على درجة علمية في علم الجريمة من جامعة ليج البلجيكية.
- من عام 1980 إلى 1985 درس القانون في الجامعة الكاثوليكية البلجيكية «لوفان لانوف».

يتقن سيرج براميرتز اللغات التالية:الفرنسية، الألمانية، الهولندية، والإنكليزية بطلاقة ولديه اطلاع والمام جيد باللغة الأسبانية.

## الخبرة العملية
- من عام 2002 وحتى الآن هو المدعي العام الفيدرالي في مملكة بلجيكا.
- من 1997 حتى 2002 قاضيا وطنيا.
- من عام 1999 وحتى اليوم وكيلا للنائب العام في محكمة الاستئناف في مقاطعة «أوبين».
- مارس مهام قضائية رفيعة في محاكم أوبين بين العامين 1985 و 1999.

## مهام خارجية
- قاض رئيسي في مواقع قضائية دولية مثل المحكمة الجنائية الدولية. وشارك في تحقيقات حول جرائم الحرب في الكونغو وأوغندا وفي دارفور بالسودان، وهو من مؤسسي الشبكة القضائية الأوروبية.
- ممثل الادعاء البلجيكي في لقاء المدعين من مختلف الدول الأروبية في المجلس الأوروبي.
- تلقى في العامين 2002 و2003 طلبات من 44 دولة لتقديم مساعدات في التحقيق وذلك كممثل لمكتب الادعاء البلجيكي.
- هذا فضلا عن حضوره عشرات المؤتمرات والمنتديات الدولية في مجال التحقيق والقضاء الجنائي.
- شارك في وضع خطط عديدة أثناء تعاونه مع الشرطة الفيدرالية وأقسام المخابرات لمحاربة الإرهاب وتمويله وذلك من خلال جلسات أسبوعية مع هذه الأقسام والشرطة.
- ساعد في تحقيقات كثيرة حول الجريمة المنظمة مثل الاتجار بالمخدرات والبشر والوثائق المزورة، وغسيل الأموال، فضلا عن تحقيقه في اختطاف الرهائن وتهديدات القتل.
- يعمل أيضا كأستاذ جامعي في جامعة لييغ، وهو باحث علمي أيضا في نفس الجامعة، وباحث في الجامعة الكاثوليكية البلجيكية «لوفان لانوف» في قسم القانون الجنائي وعلم الجريمة.

## خبير دولي
عمل سيرج براميرتز كخبير في المجلس الأوروبي لتدريب برامج تتعامل مع محاربة الجريمة المنظمة والفساد، وفي ذلك الحين فوض في هذه البرامج في بلغاريا والبلقان وسلوفاكيا.
تم تكليفه بمهام تحقيق من المجلس الأوروبي في الدنمارك وإيرلندة، وكلف من المفوضية الأوروبية بمهام في ليتوانيا وسلوفاكيا في محاربة جرائم الفساد، وخبير في المنظمة الدولية للهجرة (IOM) بخصوص مكافحة الاتجار بالبشر.
وشغل براميرتز منصب رئيس الشبكة القضايئة الأوروبية عام 2001، وهو عضو في القسم البلجيكي في اتحاد القضاة الدولي وعضو اتحاد المدعين الدولي.
وتتميز السيرة الذاتية لهذا القاضي البلجيكي بأنها زاخرة بعدد المؤتمرات التي حضرها كخبير ومحاضر في عواصم أوروبية وآسيوية، فضلا عن مؤلفاته التي تفوق 20 بحثا وكتابا في مجال القانون والتحقيق الجنائي.

## تولية التحقيق في قضية اغتيال الحريري
قام بتولّي رئاسة لجنة التحقيق الدولية في قضية اغتيال رفيق الحريري خلفا لمدعي عام برلين القاضي ديتليف ميليس، مشترطاً بدوره أن تكون مدة المهمة 6 أشهر فقط.

## إقراء أيضا
- رفيق الحريري
- ديتليف ميليس
- مجلس الأمن

## روابط خارجية
- سيرج براميرتز على موقع مونزينجر (الألمانية)